# Petropávlivka (Lugansk)
Petropávlivka (en ucraniano: Петропавлівка; en ruso: Петропавловка, romanizado: Petropavlovka) es un pueblo ucraniano perteneciente al óblast de Lugansk. Situado en el este del país, forma parte del raión de Shchastia y es centro del municipio (hromada) homónimo.
El lugar se encuentra ocupado por Rusia desde el 3 de marzo de 2022, siendo administrada como parte de la de facto República Popular de Lugansk.

## Geografía
Petropávlivka está situada en la confluencia de los ríos Kovsug y Yevsug, 22 km al noroeste de Stanitsa Luganska y 28 km al noroeste de Lugansk.

## Historia
El lugar fue fundado en 1684 como Karayashnik (en ucraniano: Караяшник) por cosacos del Don. Después de la rebelión de Bulavin en 1708, las pequeñas ciudades y pueblos a lo largo del Donets fueron prácticamente destruidos, incluido Karayashnik. El pueblo fue rebautizado en 1771 como Petropavlovka tras la construcción de una iglesia en honor a San Pedro y San Pablo, formando parte de la gobernación de Járkov en el Imperio ruso. 
El pueblo recibió el nombre de Petrivka (en ucraniano: Петрівка; en ruso: Петровка, romanizado: Petrovka) en 1923. En el Holodomor (1932-1933), al menos 58 personas de Petrivka murieron. 
Durante la Segunda Guerra Mundial, Petrivka fue ocupada por el ejército alemán el 30 de julio y fue recuperado para el Ejército Rojo el 20 de enero de 1943. En ese tiempo, 29 judíos fueron asesinados y más de 200 personas llevadas a trabajar forzadamente en la Alemania del Tercer Reich. 
En 1957, el pueblo que había existido hasta entonces se convirtió finalmente en un asentamiento de tipo urbano. De 1960 a 1963, el lugar fue el centro del raión de Verjnyoteple, que se disolvió en 1963. 
El pueblo se vio afectado por una inundación en marzo de 2012.
El 19 de mayo de 2016, en el curso de la descomunización en Ucrania, se cambió el nombre del lugar a su antiguo nombre, Petropávlivka.
Hasta julio de 2020, Petropavlika formó parte del raión de Stanitsa Luganska. Como resultado de la reforma de 2020 de las divisiones administrativas de Ucrania, en julio de 2020 el número de raiones del óblast de Lugansk se redujo a seis y se creó el raión de Shchastia.En 2023, Petropávlivka perdió el estatus de asentamiento de tipo urbano debido a la eliminación de este estatus administrativo en la legislación ucraniana.

## Demografía
La evolución de la población de Petropávlivka entre 1939 y 2022 fue la siguiente:
| 3621                                                          | 2775 | 4381 | 4981 | 4768 | 4577 |
| (Fuente: Cities & Towns of Ukraine y UKRAINE: Größere Städte) |      |      |      |      |      |

Según el censo de 2001, la lengua materna de la mayoría de los habitantes, el 68,84%, es el ruso; del 30,71%% es el ucraniano.